# Stéatose hépatique aiguë gravidique
 Mise en garde médicale
La stéatose hépatique aiguë gravidique (SHAG), également appelé lipidose hépatique gravidique, est une complication rare mais grave, pouvant engager le pronostic vital, qui se manifeste au troisième trimestre de la grossesse ou immédiatement après l'accouchement. Elle serait liée à un dysfonctionnement du métabolisme des acides gras dans les mitochondries fœtales, résultant d’un déficit en 3-hydroxyacyl-coenzyme A déshydrogénase des acides gras à longue chaîne. Ce dysfonctionnement entraîne une réduction du métabolisme des acides gras à longue chaîne au niveau de l’unité fœto-placentaire, ce qui provoque une accumulation d’acides gras hépatotoxiques dans le plasma maternel. Autrefois, cette affection était considérée comme systématiquement mortelle, mais la découverte d'un traitement agressif consistant à stabiliser la mère avec des liquides intraveineux et des produits sanguins en prévision d'un accouchement précoce a amélioré le pronostic.

## Signes et symptômes
La SHAG se développe généralement au cours du troisième trimestre, mais peut également survenir à tout moment durant la seconde moitié de la grossesse ou immédiatement après l’accouchement, en période post-partum. En moyenne, la maladie apparaît au cours de la 35ème ou 36ème semaine de grossesse. Les symptômes maternels courants sont non spécifiques et incluent des nausées, des vomissements, une anorexie (ou perte d'appétit) et des douleurs abdominales. Une soif excessive peut parfois constituer le premier signe, distinct des symptômes habituellement associés à une grossesse normale, cependant, une jaunisse et de la fièvre peuvent survenir chez 70 % des patients,.
Chez les patientes présentant une forme plus sévère de la maladie, une prééclampsie peut se développer, entraînant une élévation de la pression artérielle et une rétention de liquide, ce qui provoque un œdème. Cela peut évoluer vers l'implication d'autres systèmes, notamment une insuffisance rénale aiguë, une encéphalopathie hépatique, et une pancréatite. Des cas de diabète insipide compliquant cette affection ont également été signalés.
La SHAG se caractérise par plusieurs anomalies en laboratoire. Les enzymes hépatiques sont souvent élevées, avec des taux d'AST et d'ALT pouvant varier de manière minimale à jusqu'à 1 000 UI/L, mais restant généralement dans la plage de 300 à 500 UI/L. La bilirubine est presque toujours élevée. Bien que la phosphatase alcaline soit fréquemment élevée durant la grossesse en raison de sa production par le placenta, elle peut également l’être dans le cadre de cette affection. D'autres anomalies peuvent inclure une élévation du nombre de globules blancs, une hypoglycémie, des paramètres de coagulation anormaux, tels qu'un rapport international normalisé élevé, et une diminution du fibrinogène,,. Une coagulation intravasculaire disséminée (CIVD) peut survenir chez 70 % des personnes.
L'échographie abdominale peut révéler un dépôt de graisse dans le foie. Cependant, étant donné que la stéatose microvésiculaire est la caractéristique de cette affection (voir la pathologie ci-dessous), elle n'est pas visible à l'échographie. Dans de rares cas, la maladie peut se compliquer d'une rupture ou d'une nécrose du foie, qui peut être identifiée par échographie[réf. nécessaire].

## Physiopathologie

Schéma illustrant la bêta- oxydation des acides gras mitochondriaux et les effets du déficit en LCHAD, une caractéristique de la SHAG

Les progrès de la biochimie mitochondriale ont permis de mieux comprendre les causes de la stéatose hépatique aiguë de la grossesse. Le déficit en LCHAD (3-hydroxyacyl-CoA déshydrogénase) entraîne une accumulation d'acides gras à chaînes moyennes et longues. Lorsqu'il survient chez le fœtus, les acides gras non métabolisés retournent dans la circulation maternelle via le placenta, surchargeant ainsi les enzymes de la bêta-oxydation chez la mère. Le gène responsable de la LCHAD a été identifié, et la mutation la plus fréquente associée à la stéatose hépatique aiguë de la grossesse est la mutation faux-sens E474Q. Le déficit en LCHAD est héréditaire de manière autosomique récessive et les mères sont souvent hétérozygotes pour la mutation affectée.

## Diagnostic
Le diagnostic de la stéatose hépatique aiguë gravidique est généralement établi sur des critères cliniques par le médecin, bien que la distinction avec d'autres affections hépatiques puisse s'avérer complexe. Le diagnostic de stéatose hépatique aiguë gravidique est évoqué en présence de jaunisse, d'une élévation modérée des enzymes hépatiques, d'une numération élevée des globules blancs, de coagulation intravasculaire disséminée et d'un patient cliniquement mal en point.
Une biopsie du foie peut fournir un diagnostic définitif, mais n'est pas toujours effectuée en raison du risque accru d'hémorragie en cas de stéatose hépatique aiguë gravidique. Des tests seront souvent effectués pour exclure des pathologies plus courantes qui se présentent de manière similaire, notamment l'hépatite virale, la prééclampsie, le syndrome HELLP, la cholestase intrahépatique de la grossesse, et l'hépatite auto-immune.

### Pathologie
Si une biopsie du foie est nécessaire pour poser le diagnostic, la mère doit d'abord être stabilisée et traitée de manière appropriée pour minimiser les risques de complications liées aux saignements. Le diagnostic peut être confirmé par une coupe congelée (plutôt qu'un échantillon en formol) colorée à l'huile rouge O, qui met en évidence une stéatose microvésiculaire (accumulation de petites gouttelettes de graisse dans les cellules hépatiques). La stéatose microvésiculaire épargne généralement la zone 1 du foie, la plus proche de l'artère hépatique. Sur une coloration trichrome classique, le cytoplasme des cellules hépatiques revêt une allure mousseuse en raison de l'accumulation de graisse. La nécrose est rarement observée. Le diagnostic peut être affiné par microscopie électronique, qui permet de confirmer la présence de stéatose microvésiculaire et, en particulier, de mégamitochondries et d'inclusions paracristallines,. Les maladies du foie ayant des aspects similaires comprennent le syndrome de Reye, l'hépatite induite par des médicaments à toxicité mitochondriale, y compris les inhibiteurs nucléosidiques de la transcriptase inverse utilisés pour traiter le VIH, et une maladie rare connue sous le nom de maladie des vomissements jamaïcains, provoquée par la consommation de fruits d'ackee non mûrs.

## Traitement
La SHAG doit être prise en charge dans un centre spécialisé en hépatologie, obstétrique à haut risque, médecine materno-fœtale et néonatalogie. Dans les cas graves, les médecins consultent souvent des spécialistes en transplantation hépatique. L'admission en unité de soins intensifs est également recommandée.
Le traitement initial repose sur une prise en charge de soutien incluant des liquides intraveineux, du glucose intraveineux et des produits sanguins tels que du plasma frais congelé et du cryoprécipité pour corriger la CIVD. Le fœtus doit être surveillé par cardiotocographie. Une fois l'état de la mère stabilisé, des arrangements sont généralement faits pour l'accouchement, qui peut être par voie vaginale. Toutefois, en cas de saignements importants ou de détérioration de l'état maternel, une césarienne peut s'avérer nécessaire. Souvent, la SHAG n'est pas diagnostiquée tant que la mère et le bébé ne sont pas en difficulté, il est donc fort probable qu'une césarienne d'urgence soit nécessaire[réf. nécessaire].
Les complications de la stéatose hépatique aiguë de la grossesse peuvent nécessiter un traitement post-partum, notamment en cas de pancréatite. La transplantation hépatique est rarement requise pour traiter la maladie, mais elle peut être nécessaire chez les mères souffrant d'une CIVD sévère, d'une rupture hépatique ou d'une encéphalopathie grave.

## Épidémiologie
La stéatose hépatique aiguë de la grossesse est une affection rare, survenant dans environ une grossesse sur 7 000 à 15 000,. La mortalité associée à la stéatose hépatique aiguë de la grossesse a considérablement diminué, atteignant désormais 18 %, et est principalement due aux complications, notamment la CIVD (coagulation intravasculaire disséminée) et les infections,. Après l'accouchement, la plupart des mères se rétablissent bien, car la surcharge en acides gras disparaît. La maladie peut réapparaître lors de grossesses futures, avec un risque génétique estimé à 25 %, bien que le taux réel soit inférieur. La mortalité fœtale a également diminué de façon significative, bien qu'elle reste à 23 %, et peut être liée à la nécessité d'un accouchement prématuré.

## Histoire
La maladie a été décrite pour la première fois en 1940 par H.L. Sheehan comme une « atrophie jaune aiguë » du foie, que l'on pensait alors liée à un empoisonnement retardé au chloroforme,.